# ハウスプラザ

## 概要
株式会社ハウスプラザ(英: House Plaza Co., Ltd.) は、東京・千葉・埼玉エリアに展開する不動産会社。
東京都に12店舗、千葉県に2店舗、埼玉県に1店舗の支店を持つ。

## 会社沿革
- 1989年（平成元年）3月 - 資本金1000万円で設立[1]。
- 1993年（平成5年）5月 - 宅地建物取引業免許取得　東京都知事(1)第70165号
- 1995年（平成7年）10月 - (財)性能保証住宅登録機構(現住宅保証機構)の住宅性能保証制度へ登録
- 1996年（平成8年）5月 - 宅地建物取引業免許更新　東京都知事(2)第70165号
- 1996年（平成8年）10月 - 千葉県に我孫子店開設に伴い免許更新　建設大臣(1)第5542号
- 1997年（平成9年）3月 - 我孫子店を建築設計事務所登録
- 1998年（平成10年）10月 - 葛飾区金町に金町店開設
- 2000年（平成12年）10月 - 葛飾区青戸に青戸店開設
- 2000年（平成12年）12月 - 我孫子店を天王台より、自社ビル購入に伴い我孫子へ移転 ※平成27年10月恵比寿店開店に伴い、閉鎖
- 2001年（平成13年）10月 - 宅地建物取引業免許更新　国土交通大臣(2)第5542号
- 2001年（平成13年）11月 - 日動火災海上保険㈱の普通代理店登録
- 2002年（平成14年）3月 - 荒川区東日暮里に日暮里店開設
- 2003年（平成15年）3月 - 日暮里店を自社ビル購入に伴い現住所へ移転
- 2003年（平成15年）11月 - 墨田区江東橋に錦糸町店開設
- 2004年（平成16年）1月 - 本社を自社ビル購入に伴い移転
- 2004年（平成16年）4月 - 資本金を3000万円に増資
- 2006年（平成18年）6月 - 金町店を再開発に伴い現住所へ移転
- 2006年（平成18年）10月 - 江戸川区篠崎に篠崎店開設
- 2006年（平成18年）10月 - 宅地建物取引業免許更新　国土交通大臣（3）第5542号
- 2007年（平成19年）3月 - 錦糸町店を自社ビル購入に伴い現住所へ移転
- 2008年（平成20年）3月 - 東京海上日動あんしん生命㈱の代理店登録
- 2011年（平成23年）10月 - 宅地建物取引業免許更新　国土交通大臣（4）第5542号
- 2012年（平成24年）6月 - 足立区竹の塚に竹の塚店開設
- 2013年（平成25年）8月 - 青戸店を社有地購入、自社建物建設に伴い現住所へ移転
- 2014年（平成26年）6月 - 本社を社有地購入、自社ビル建設に伴い現住所へ移転
- 2015年（平成27年）1月 - 不動産鑑定業免許取得 東京都知事(1)第2552号
- 2015年（平成27年）3月 - 千葉県市川市相之川に浦安店開設
- 2015年（平成27年）10月 - 渋谷区恵比寿西に恵比寿店開設
- 2015年（平成27年）12月 - 一般建設業許可 東京都知事（般一 27）第144396号
- 2016年（平成28年）6月 - さいたま市南区に浦和店開設
- 2016年（平成28年）6月 - 錦糸町店を自社ビル改装に伴い、現住所へ移転
- 2016年（平成28年）10月 - 宅地建物取引業免許更新　国土交通大臣（5）第5542号
- 2018年（平成30年）1月 - 江戸川区北葛西に船堀店開設
- 2018年（平成30年）1月 - 豊島区要町に池袋店開設
- 2018年（平成30年）6月 - 錦糸町店自社ビル新設
- 2018年（平成30年）8月 - 墨田区錦糸町にレンタルスペース「むすべや錦糸町つどい/むかい」を開設
- 2019年（平成31年）4月 - 中央区日本橋にレンタルスペース「むすべや日本橋まどか」、足立区綾瀬にレンタルスペース「むすべやメトロ綾瀬」を開設
- 2020年（令和2年）6月 - 足立区綾瀬に綾瀬店（おうちサロン）を開設
- 2021年（令和3年）10月 - 北区赤羽に赤羽店開設
- 2021年（令和3年）11月 - 宅地建物取引業免許更新　国土交通大臣（6）第5542号
- 2021年（令和3年）11月 - 市川市東菅野に本八幡店開設

## 事業内容
不動産仲介、不動産売買(自社開発分譲)を核として、不動産購入に付随するリフォーム・リノベーション、各種保険の代理、ライフプランニングを含めたファイナンシャルコンサルティング、不動産オーナーへ向けた賃貸管理業務を行う。
不動産売買のほか、レンタルスペース事業を2018年に開始。昭和3年築の古民家を貸し出すなど空き家問題が取り沙汰される中、不動産の有効活用を図る。
2021年に綾瀬店(おうちサロン)にて開設した資産コンサルティング室では地域の悩み事を包括的にヒアリングし、暮らしに直結した不動産という物のありかたを探求。「住まい」における資産運用に尽力する。

## 店舗
- 本店（綾瀬本社）
- 綾瀬店（おうちサロン）
- 竹の塚店
- 金町店
- 青戸店
- 錦糸町店
- 篠崎店
- 船堀店
- 日暮里店
- 赤羽店
- 池袋店
- 恵比寿店
- 浦安店
- 本八幡店
- 浦和店

（店舗一覧を参照）